# Serraca eunotia
Serraca eunotia là một loài bướm đêm trong họ Geometridae.